# Lucie Cousturier

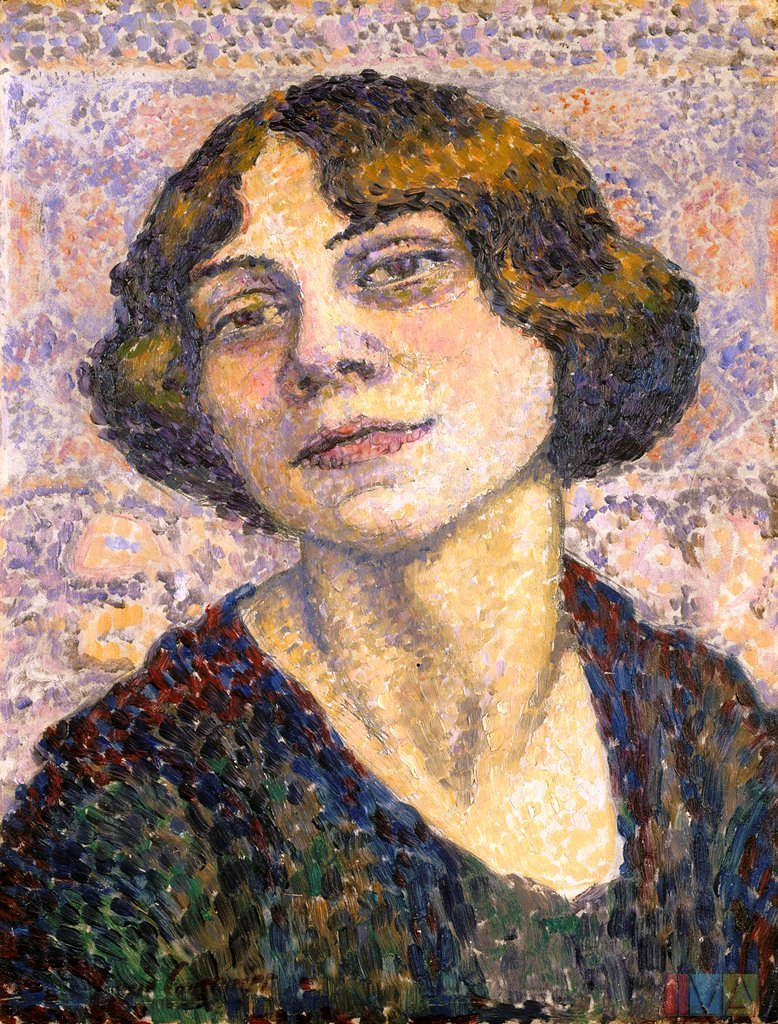
Lucie Cousturier: Selbstbildnis

Lucie Cousturier (* 19. Dezember 1876 als Lucie Brû in Paris; † 16. Juni 1925 ebenda) war eine französische Malerin, Kunstkritikerin und Schriftstellerin.

## Leben
Lucie Brû kam als Tochter von Léon Casimir Brû und seiner Frau Apolline Manette Comyn 1876 in Paris zur Welt. Der Vater betrieb eine Fabrik zur Herstellung von Spielzeugpuppen und die Familie lebte in wohlhabenden Verhältnissen. Im Alter von 14 Jahren begann sie sich für Malerei zu interessieren und brachte sich die Techniken zunächst autodidaktisch bei. Später wurde sie Schülerin der spätimpressionistischen Maler Paul Signac und Henri Edmond Cross. Sie kopierte deren Malweise und schuf Bilder im Stil des Pointillismus. Ihr Werk umfasst Landschaftsbilder, Stillleben und Porträts. Häufig besuchte sie Signac in dessen Haus La Hune in Saint-Tropez. 1894 organisierte sie für die Zeitschrift La Revue blanche eine Retrospektive mit Werken des verstorbenen Malers Georges Seurat. Léon Casimir Brû erwarb im Jahr 1900 Seurats Hauptwerk Ein Sonntagnachmittag auf der Insel La Grande Jatte und gab es an seine Tochter weiter, die es bis 1924 behielt.
Lucie Brû heiratete 1900 den Maler und Kunstkritiker Edmond Cousturier. Im Folgejahr nahm sie erstmals an der Kunstausstellung Salon des indépendants teil, der jährlich weitere Teilnahmen folgten. Darüber hinaus stellte sie Werke in Brüssel, München und Berlin aus. Von 1906 bis 1913 folgten mehrere Einzelausstellungen in Paris. Als Kunstkritikerin schrieb sie vor allem über das Werk ihr nahe stehender Künstler wie Georges Seurat, Paul Signac, Henri-Edmond Cross, Ker-Xavier Roussel, Maurice Denis und Pierre Bonnard und veröffentlichte Artikel in mehreren Zeitschriften, darunter L’Art Décoratif und Bulletin de la vie artistique.
1913 erwarb sie das Haus  Les Parasols in Fréjus. Hier lebte sie während des Ersten Weltkrieges und unterrichtete Soldaten aus dem Senegal, die in der Nähe des Hauses stationiert waren. Sie erteilte den Soldaten Französischunterricht und organisierte in ihrem Haus Literaturklassen. Die Begegnungen mit den Soldaten inspirierten sie zu der Geschichte Des Inconnus chez moi, die sie 1920 veröffentlichte. 1922 reiste sie nach Westafrika und besuchte die dortigen französischen Kolonien. Vor Ort schuf sie verschiedene Zeichnungen und Aquarelle. Die Eindrücke der Reise verarbeitete sie in der 1925 erschienenen Beschreibung Mes inconnus chez eux. Zudem arbeitete sie für die Zeitung Paria, die sich für die Bewohner der Kolonialgebiete einsetzte.

## Gemälde in öffentlichen Sammlungen (Auswahl)
- Fleurs, Musée de l’Annonciade, Saint-Tropez
- Jardin, Musée de Grenoble, Grenoble
- Femme à sa toilette, MUDO – Muśee de l’Oise, Beauvais
- Femme faisant du crochet, Musée d’Orsay, Paris
- Selbstporträt, Indianapolis Museum of Art, Indianapolis

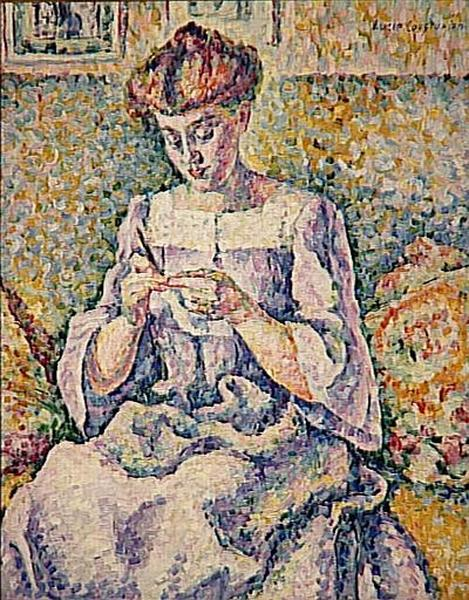
Lucie Cousturier: Femme faisant du crochet
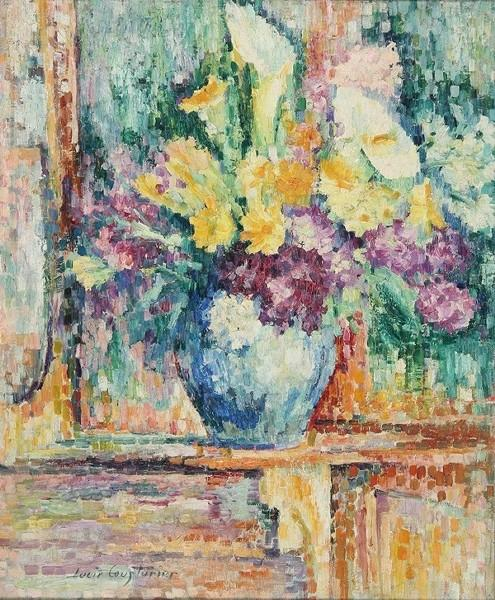
Lucie Cousturier: Fleurs
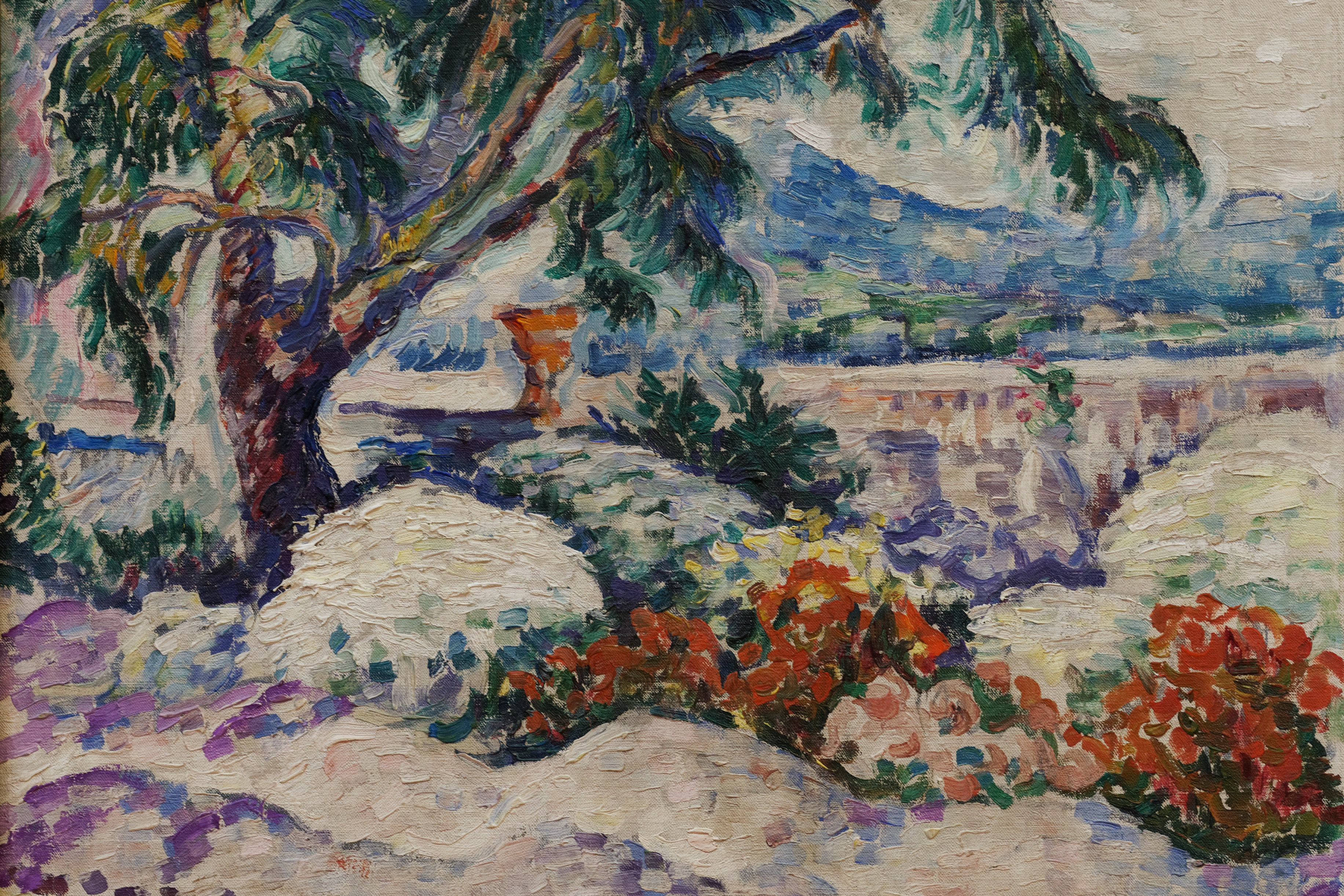
Lucie Cousturier: Jardin

## Veröffentlichungen
- Des inconnus chez moi. Éditions de la Sirène, Paris 1920.
- Seurat. Crès, Paris 1921.
- P. Signac. Crès, Paris 1922.
- La forêt du Haut-Niger.  Les Cahiers d’aujourd’hui, Brügge 1923.
- Mes inconnus chez eux. Rieder, Paris 1925.
- Mon amie Fatou citadine. Rieder, Paris 1925.